# Thomas Cooper (baloncestista)
Thomas Cooper (Chattanooga, Tennessee, 24 de febrero de 1992) es un baloncestista estadounidense que juega en la posición de alero o escolta. Actualmente integra el plantel del Racing Club Chivilcoy de la Liga Nacional de Básquet.

## Trayectoria

### Universidad
Durante su etapa universitaria, Cooper pasó por diversos equipos. Comenzó en los North Carolina A&T Aggies de la División I de la NCAA, pero, habiendo participado solamente de 9 encuentros durante su temporada como freshman, dejó la institución para transferirse al City College of San Francisco. Allí jugaría su temporada como sophomore con los Rams en la California Community College Athletic Association. Para su tercer año como estudiante-atleta, Cooper retornó a la NCAA, pero a su División II, al ser becado por los Nebraska–Kearney Lopers. 
Los últimos dos años de Cooper en el baloncesto universitario los disputó en la Canadian Interuniversity Sport, luego de que en 2015 fuese incorporado a los Calgary Dinos, el equipo de baloncesto de la Universidad de Calgary. En esa liga su rendimiento fue muy destacado, siendo escogido como All-Canadian al término de su primera temporada, galardón que volvería a recoger al año siguiente.

### Profesionalismo
Cooper comenzó a jugar profesionalmente en el Uni Baskets Paderborn de la ProA de Alemania. Sin embargo sólo estuvo presente en 8 partidos antes de ser desvinculado del club en noviembre de 2017. 
Tras más de un año alejado del profesionalismo -en el que jugó en The Basketball Tournament con el equipo Chattanooga Trenches-, el escolta volvió al baloncesto competitivo al ser fichado por el Santo Domingo Betanzos de la Liga EBA de España. Allí se destacó en el rol de anotador. 
Durante el verano de 2019 actuó en el Tour Mundial de Baloncesto 3x3 como parte de Calgary en el challenger de Xiong'an.
Luego de esa experiencia arribó a la Argentina, donde jugaría las siguientes temporadas: primero como miembro del Sportivo América de la segunda división local, pero luego con equipos de la máxima categoría del baloncesto profesional argentino como Hispano Americano, Argentino de Junín y La Unión de Formosa. Asimismo, durante el receso de la LNB, Cooper actuó en equipos de Bolivia y México.
En la temporada 2022-23 fue escogido por los expertos como parte del Mejor quinteto de la Liga Nacional de Básquet. 
En octubre de 2023, tras un pasó por el Olimpia Kings de Paraguay, Cooper se incorporó al Brasília Basquete del Novo Basquete Brasil. Culminada la temporada regular en abril de 2024 y sin la posibilidad de jugar los playoffs con su equipo, Cooper partió hacia Venezuela para incorporarse a los Cocodrilos de Caracas de la Superliga Profesional de Baloncesto. En julio se unió a los Cañeros del Este de la Liga Nacional de Baloncesto de República Dominicana.
En octubre de 2024 firmó contrato con Boca Juniors para la temporada 2024-25 de la LNB, en la cual se coronaría campeón el 20 de julio de 2025.
En agosto de 2025 fue contratado por Racing de Chivilcoy.